# دهستان دولت‌آباد (روانسر)
دهستان دولت‌آباد نام دهستانی در بخش مرکزی شهرستان روانسر، استان کرمانشاه در ایران است. براساس سرشماری مرکز آمار ایران در سال ۱۳۸۵، جمعیت آن ۴۰۱۵ نفر (۸۳۴ خانوار) بوده‌است.